# Marcin Pietraszek
Marcin Pietraszek (ur. 1979), dziennikarz i pisarz, z wykształcenia socjolog, obecnie właściciel agencji PR Empemedia.

## Twórczość
- Jak pokochać siebie? (2004, wersja elektroniczna - Złote Myśli)
- Pokochać siebie (2005, wydanie papierowe, Mińsk Mazowiecki - Arhytmos Polska)
- Poza prawdą i kłamstwem (2007, Zakrzewo - Replika)
- Brak złudzeń (2010, Poznań - Comm Partner)
- Sprytny biznes. Załóż i rozwijaj małą firmę w Polsce (2011, Gliwice - Helion)
- Twój pierwszy pracownik. Zatrudniaj w małej firmie w Polsce (2012, Gliwice - Helion)
- PRo-MOC-ja. Reklama i public relations w małej firmie (2014, Gliwice - Helion)